# Peter Blangé

Peter Blangé (Leidschendam-Voorburg, Países Bajos, 9 de diciembre de 1964) es un exjugador profesional de voleibol y entrenador neerlandés. 

## Trayectoria

### Jugador

#### Clubes
Empieza su carrera en el club de su ciudad el Starlift Voorburg en 1979 y siete temporadas más tarde ficha por el Martinus Amstelveen donde gana los campeonatos de los Países Bajos en 1986/1987 y 1987/1988 y acaba por dos veces en tercer lugar la Liga de Campeones en las mismas temporadas. En verano de 1990 se marcha a Italia en el Pallavolo Catania donde se queda por una temporada antes de fichar por el Pallavolo Parma; con los ducales gana dos campeonatos de Italia, dos Challenge Cup y una Copa de Italia en 5 temporadas. Tras una temporada en las filas del Moerser SC de Alemania regresa en Italia en el Sisley Treviso donde gana otro dos campeonatos, otra Challenge Cup, la Supercopa de Italia de 1998 y la Liga de Campeones 1998/1999. En verano 2000 regresa a los Países Bajos donde acaba su carrera en el Vrevok Nieuwegein y en Dynamo Apeldoorn sumando otro campeonato y dos copas nacionales.

#### Selección
Internacional con la selección neerlandés, vive la edad dorada del voleibol neerlandés. Participa en cuatro ediciones de los Juegos Olímpicos entre 1988 y 2000, ganando las medallas de plata en Barcelona 1992 (derrota por 3-1 por mano de Brasil) y la de oro en la edición de Atlanta 1996 tras vencer por 3-2 a Italia.
En 1994 llega hasta la final del Mundial de Grecia donde es derrotado por Italia y en la Eurocopa gana cinco medallas en seguida, las de bronce en 1989 y 1991, las de plata en 1993 y 1995 (en ambas finales es derrotado por Italia) y la de oro en la Eurocopa de 1997 tras vencer a Yugoslavia. Triunfa también en la Liga Mundial de 1996 cuya fase final ha sido disputada en los mismos Países Bajos en Róterdam.
En 2012 es introducido en el Volleyball Hall of Fame.

### Entrenador
Entre 2004 y 2007 ha sido entrenador del Volleyball Nesselande Róterdam ganando dos campeonatos y tres copas nacionales y liderando el equipo hasta la final del Copa CEV donde los neerlandeses han sido derrotados por el Olympiakos.
En 2006 es nombrado seleccionador de la selección neerlandés, donde se queda hasta 2010 sin lograr resultados relevantes.

## Palmarés

### Jugador
- Campeonato de los Países Bajos (3):  1986/1987, 1987/1988, 1999/2000
- Copa de los Países Bajos (2):  2000/2001, 2001/2002
- Campeonato de Italia (4): 1991/1992, 1992/1993, 1997/1998, 1998/1999
- Copa de Italia (1): 1991/1992
- Supercopa de Italia (1): 1998
- Champions League (1): 1998/1999
- Challenge Cup (3): 1991/1992, 1994/1995, 1997/1998

### Entrenador

#### Clubes
- Campeonato de los Países Bajos (2):  2004/2005, 2005/2006
- Copa de los Países Bajos (3):  2004/2005, 2005/2006, 2006/2007